# Falconia multidenticulata
Falconia multidenticulata är en spindelart som beskrevs av González-Sponga 2003. Falconia multidenticulata ingår i släktet Falconia och familjen dallerspindlar.
Artens utbredningsområde är Venezuela. Inga underarter finns listade i Catalogue of Life.